# Clohars-Fouesnant
Clohars-Fouesnant (bretonisch Kloar-Fouenant) ist eine französische Gemeinde im Südwesten der Bretagne im Département Finistère mit 2152 Einwohnern (Stand 1. Januar 2022).

## Lage
Der Ort befindet sich in der Cornouaille in der Nähe der Atlantikküste bei Bénodet. Quimper liegt zehn Kilometer nordwestlich, die Groß- und Hafenstadt Brest 62 Kilometer nordwestlich und Paris etwa 480 Kilometer östlich (Angaben in Luftlinie).

## Verkehr
Bei Quimper und Rosporden gibt es Abfahrten am E-60-Abschnitt Brest–Nantes und
Bahnhöfe an der überwiegend parallel verlaufenden Regionalbahnstrecke in Richtung Brest und Nantes. Der Bahnhof von Brest ist Endpunkt des TGV Atlantique nach Paris.
Die Flughäfen Aéroport de Lorient Bretagne Sud bei Lorient und Aéroport de Brest Bretagne nahe Brest sind die nächsten Regionalflughäfen.

## Bevölkerungsentwicklung
| Jahr                       | 1962 | 1968 | 1975 | 1982 | 1990 | 1999 | 2009 | 2017 |
| Einwohner                  | 605  | 586  | 801  | 1073 | 1279 | 1417 | 2156 | 2055 |
| Quellen: Cassini und INSEE |      |      |      |      |      |      |      |      |

## Sehenswürdigkeiten
- Kirche Saint-Hilaire (Monument historique)

Siehe auch: Liste der Monuments historiques in Clohars-Fouesnant

## Meteorit
1822 fiel in der Nähe des Ortes ein Steinmeteorit des Typs L4 zur Erde. Die näheren Umständes seines Fundes sind ebenso unklar wie der exakte Fundort. Im Meteoritical Bulletin ist der Meteorit mit einer Masse von 48,6 Gramm unter dem Namen Clohars registriert.